# Вестрон (підприємство)
 Вестрон  — харківське підприємство, що працює в області автоматизованих систем управління технологічними процесами (АСУ ТП) атомних електростанцій, теплових електростанцій, інших промислових об'єктів.
Підприємство було засноване в 1994 році. Засновниками Вестрон виступили Westinghouse Electric Company (США) — провідна компанія в галузі атомної енергетики і Хартрон (Україна) — українське підприємство систем управління.
Системи, розроблені і виготовлені Вестроном, успішно працюють на всіх атомних електростанціях України . Значний обсяг робіт по АСУ ТП виконується для об'єктів енергетики в інших країнах, зокрема, в Росії, Вірменії, Чехії, Болгарії, Швеції, Іспанії, США, Іраку .
Вестрон активно розвиває сучасну програмно-апаратну платформу для побудови систем контролю та управління «Вулкан / Вулкан-М», яка дозволяє створювати широкий спектр програмно-технічних комплексів (ПТК) систем автоматизації, включаючи як прості, так і відмовостійкі резервовані ПТК великої розмірності.